# Église paroissiale de Carrù
L'église de l'Assomption de Carrù (Chiesa Parrocchiale Vergine Maria Assunta) est une église paroissiale édifiée à Carrù, commune de la province de Coni au Piémont, en Italie. Elle est dédiée à l'Assomption de la Vierge Marie.

## Histoire
Au XIIIe siècle, l’église de Santa Maria est édifiée sur le site de l’actuelle église paroissiale. Cet édifice médiéval de Sainte Marie portait alors le surnom de « Sainte Marie de la vache » (Santa Maria della Vacca), du fait que la communauté du village offrait chaque année une vache au prêtre. Lors de la seconde moitié du XVIIe siècle, l’église sera profondément remaniée, sous la direction de l’architecte de la cour savoyarde Giovenale Boetto (1604-1678). Mais elle subira peu après, entre la fin du XVIIe  et le début du  XVIIIe siècle, de nombreux dommages en raison des fréquentes guerres survenues en cette période, en particulier les Guerres du Sel (Guerre del Sale) (1680-1699). Les dommages seront tels qu'il deviendra nécessaire de reconstruire une nouvelle église, qui verra le jour sous les plans du jeune architecte Francesco Gallo (1672-1750), à partir de 1703, jusqu'en 1719,,.

## Description
Extérieurement la façade baroque tardive est animée par des pilastres, des corniches, des niches et des fenêtres et d'un tympan. La maçonnerie en brique des différents éléments met en évidence les diverses reconstructions.

Selon l'historien de l'architecture piémontais Nino Carboneri, qui a consacré un ouvrage à l'architecte Francesco Gallo en 1954, cette église est le point de départ d'un langage architectural qui trouve certaines de ses racines dans l'héritage de Guarino Guarini (1624-1683). 
« Des éléments nouveaux et intéressants sur les positions de départ de notre maître (Francesco Gallo) sont présentés par l'église paroissiale de l'Assomption à Carrù : à l'extérieur, l'emploi généralisé de la brique de parement (sauf la partie supérieure du clocher), qui était cher à Guarini et le sera pour de nombreux édifices de Gallo et de manière générale du XVIIIe siècle au Piémont, donne une patine humble mais chaleureuse. » 

- Nino Carboneri, L'architetto Francesco Gallo, 1954 

### Plan centré
Le thème du plan centré est décisif dans l’œuvre de Gallo. L’église de Carrù serait sa première expérimentation du plan centré, même s’il n’est pas encore définitif, mais une imbrication d’un plan en croix grec dans un développement longitudinal. De plus, la façade est unique (dans un plan centré, l’église devrait avoir quatre façades identiques). Une raison pouvant expliquer le choix de s’orienter vers des églises à plan centré, serait la volonté, après de dures décennies de conflits, de rendre les églises des lieux capables d’intégrer tout le monde, de ressouder la communauté brisée par ces années difficiles, en formant des églises n’ayant ni avant ni arrière, mais englobant tout et tous en elles.

#### Astuces servant à unifier l'espace intérieur

##### Rehaussement des voûtes latérales
Au-delà de la recherche de plan centré, ce à quoi Gallo aspire lors de la construction de ses églises, est de parvenir à unifier l'espace intérieur, à le rendre unitaire, à le démultiplier. Une des astuces que Gallo emploiera souvent, mais pas à Carrù, consiste à élever les voûtes des chapelles latérales à la même hauteur que la voûte principale. Il emploie ce procédé à San Giovanni Battista à Racconigi (1719-1730) ou dans la construction contemporaine de Sant'Ambrogio à Coni (1703-1736).

##### Rupture de l'unité de la voûte
Gallo installe des fenêtres à un niveau élevé, au moyen de lunettes, afin de créer des coupures dans la voûte et d'interrompre ainsi sa continuité horizontale. Cela renforce le mouvement de verticalité et produit une meilleure unification de l'espace.

Une lunette est, tout comme la voûte d'arêtes, une pénétration d'une voûte en berceau dans un autre berceau, à la différence que la lunette à une hauteur inférieure à la voûte qu'elle pénètre.
Les fenêtres sont également utilisées par Gallo non seulement pour introduire une lumière abondante dans les niveaux supérieurs de l'église, mais aussi pour pénétrer dans l'espace de la voûte. Ces insertions interrompent la continuité horizontale de la voûte et renforcent l'unité spatiale et structurelle du bâtiment. La lumière éclaire les éléments décoratifs de ces surfaces de pénétration plus intensément que ceux des surfaces de la voûte principale.

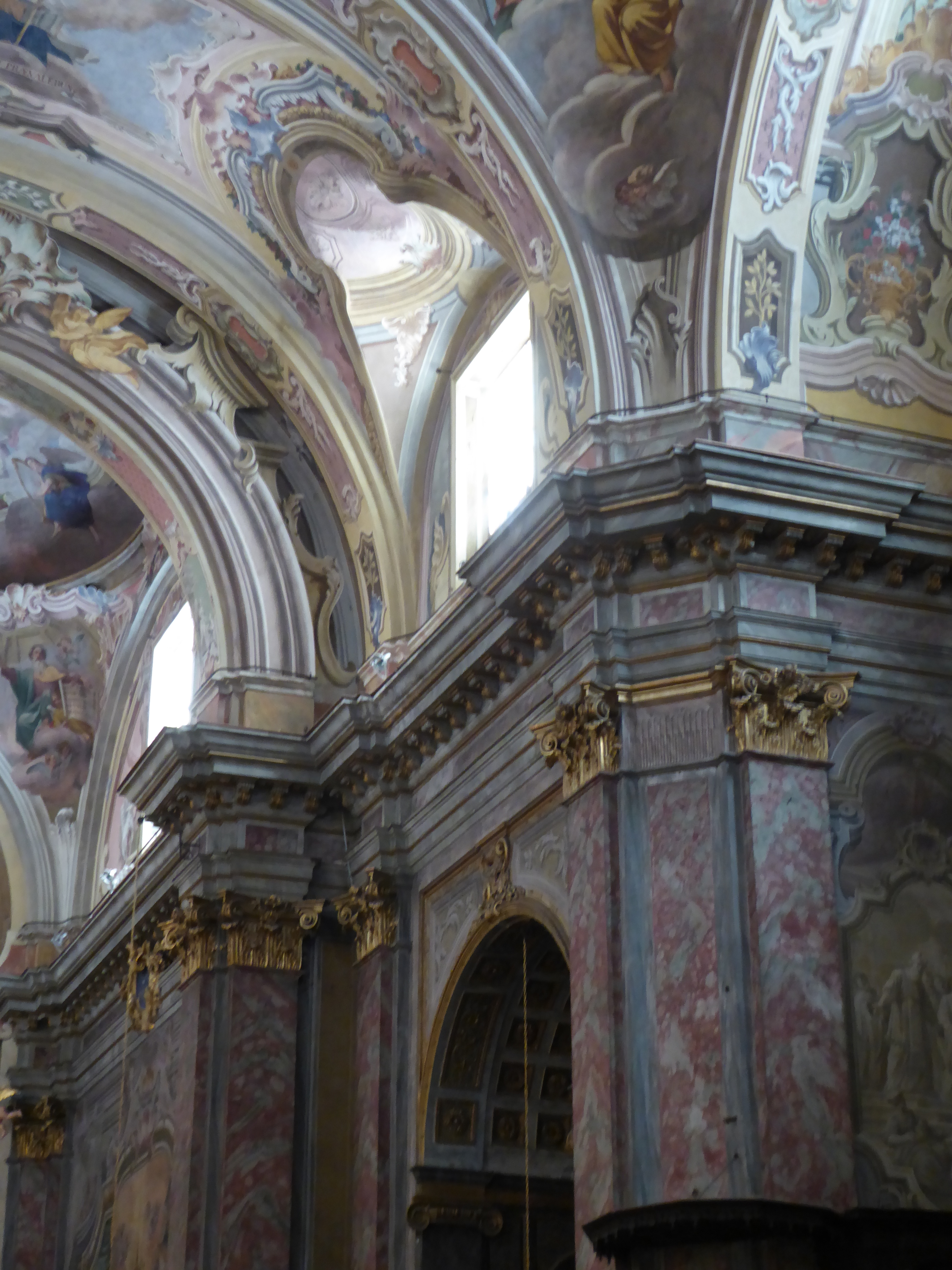
Détail d'une des lunettes

- Henry A. Millon, L’architettura barocca nelle province, 2000

##### Combinaison du plan à croix grec et plan longitudinal
Gallo choisit une sorte d'hybride qui allie le traditionnel plan longitudinal au plan centré à croix grec. Il existe plusieurs antécédents de cette solution, parmi lesquels on citera Santa Maria in Campitelli, le chef-d'œuvre de Carlo Rainaldi, à Rome, où l'architecte a résolu en plan la distinction entre zone presbytérale et zone des fidèles par un "accouplement" de deux schémas en croix grecque, dont le premier, à l'intersection des bras, est couvert d'une coupole, tandis que le second est couvert d'une voûte en berceau le long de l'axe longitudinal.

## Galeries

Galerie: Vues extérieures
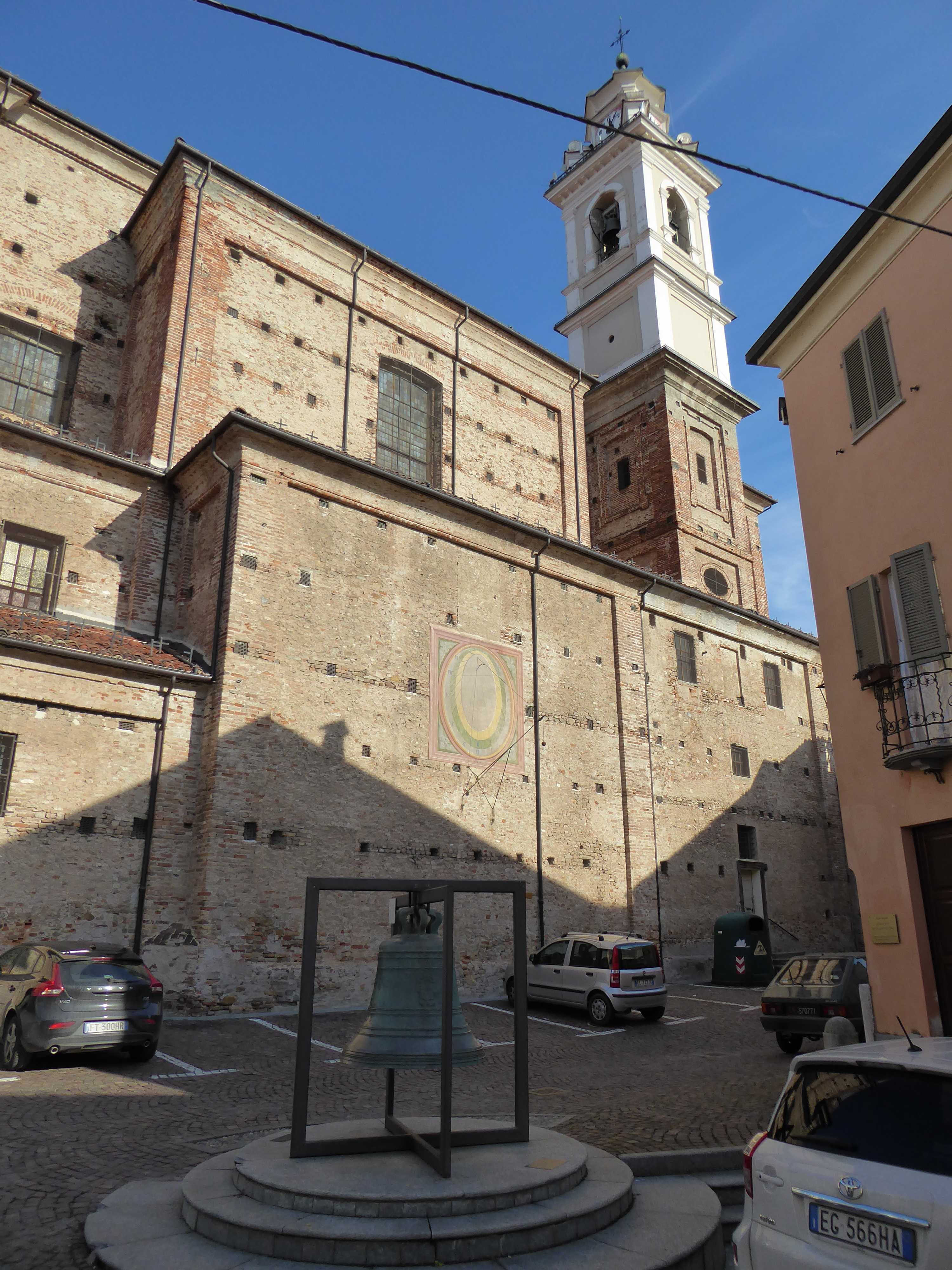
Façade sud et clocher
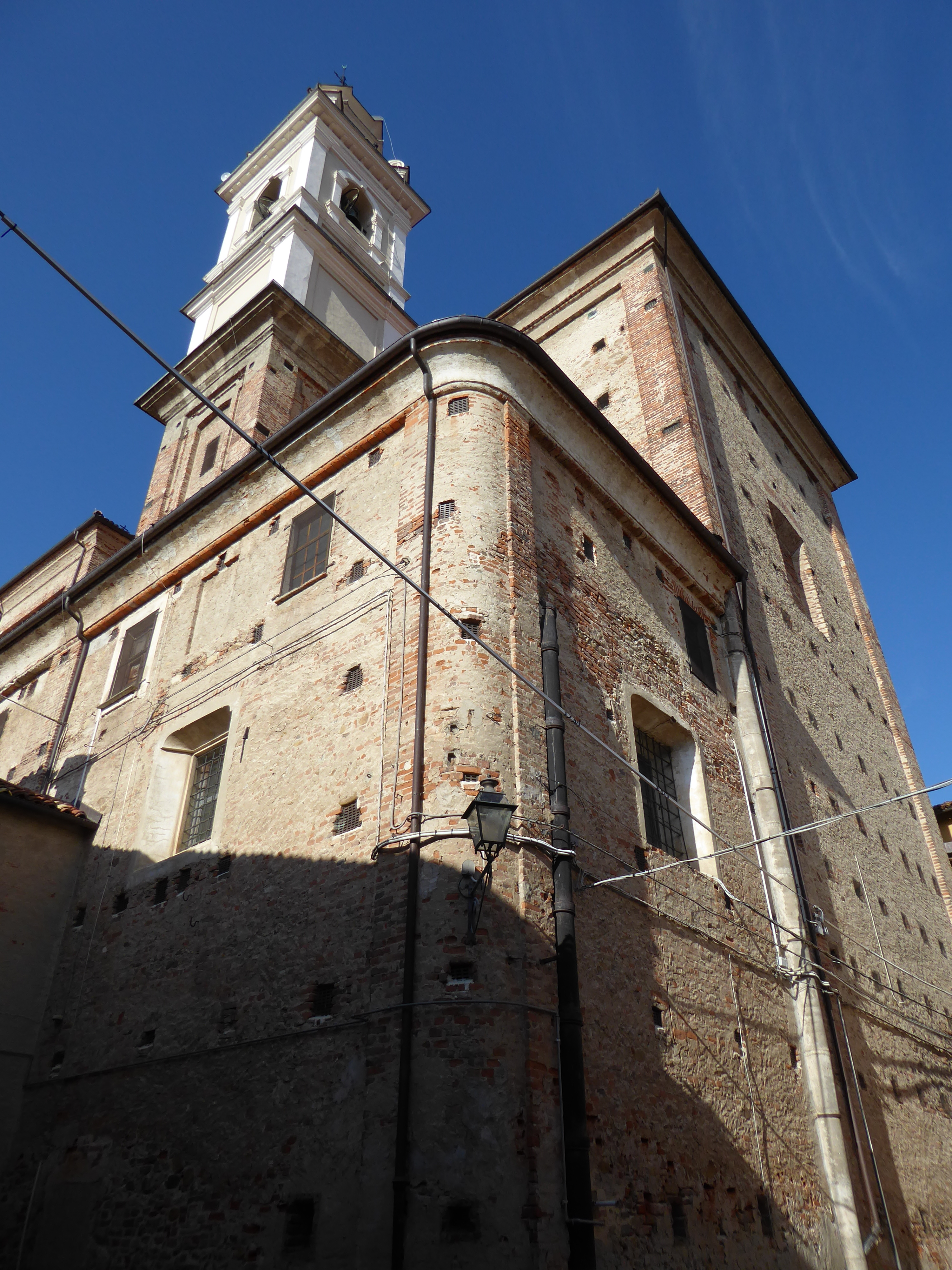
Angle sud-est émoussé
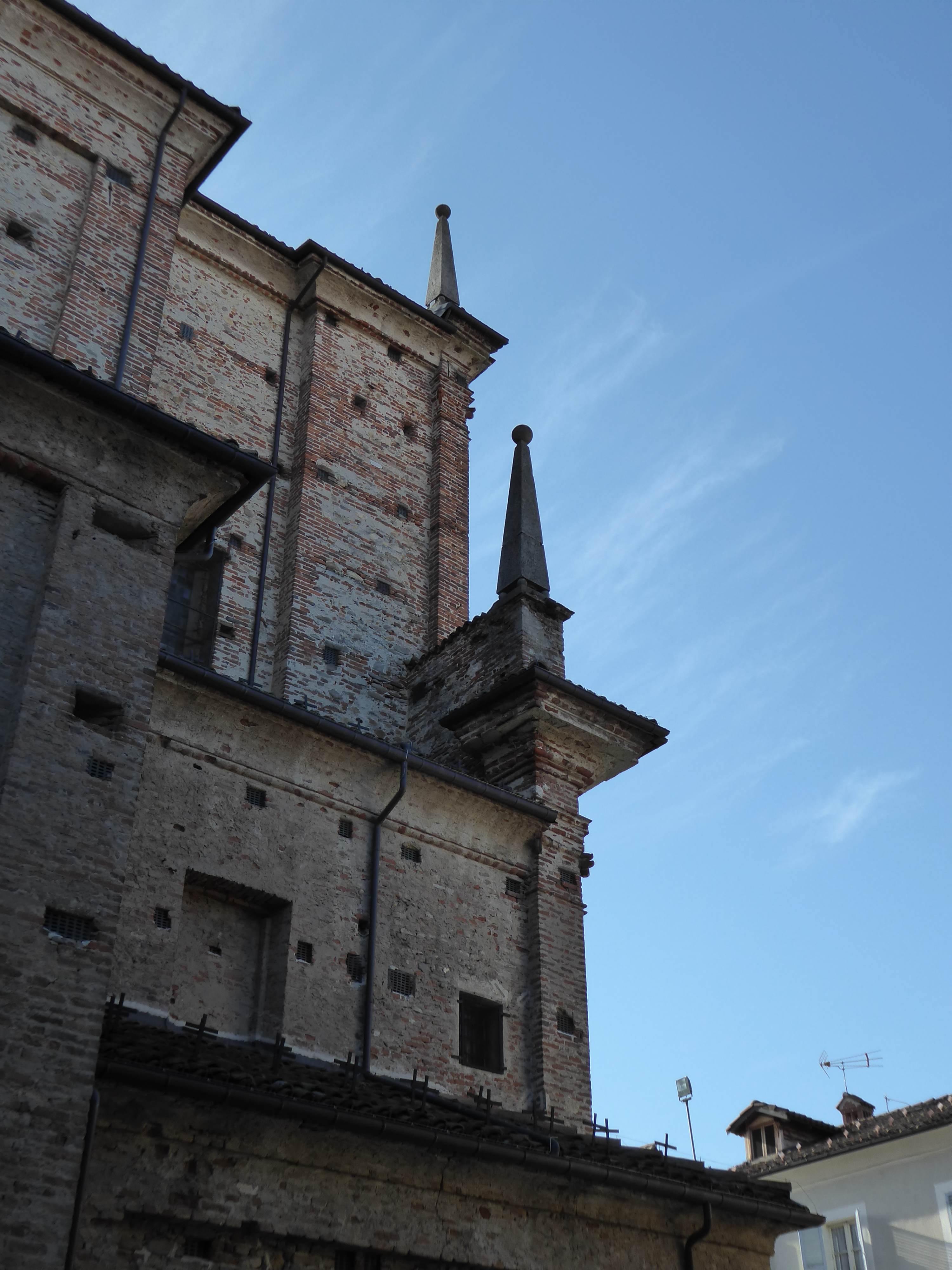
Acrotères en forme de pyramides élancées avec sphères
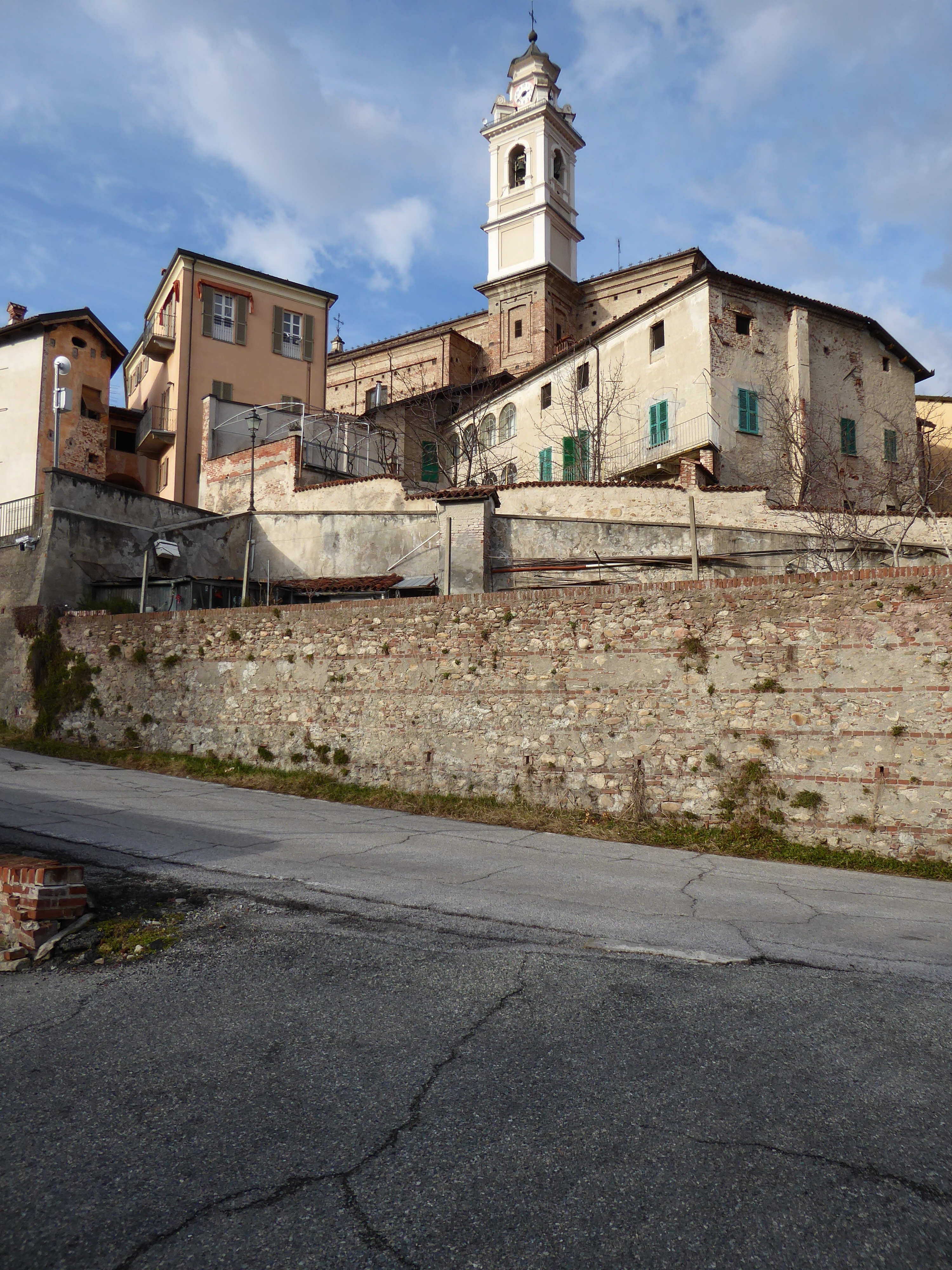
Vue de l'église de la via Stazione